# Hemost
Hemost är ett samlingsnamn på olika lokala ostar tillverkade på traditionellt vis. Hemosten har långa traditioner i Småland, där den är särskilt vanlig till jul. Den har en syrlig smak.
Osten tillverkas av mjölk som har självsyrat, likt långfil. Namnet kommer av att osten förr brukade tillverkas i hemmen.